# Albal
Albal település Spanyolországban, Valencia tartományban. Albal Alcàsser, Beniparrell, Catarroja, Valencia és Silla községekkel határos. Lakosainak száma 17 038 fő (2024).

## Népesség
A település lakosságának változását az alábbi diagram mutatja:
| Lakosok száma | 12 453 | 13 534 | 14 840 | 15 443 | 15 721 | 15 935 | 16 244 | 16 399 | 16 845 | 17 038 |
|               | 2001   | 2004   | 2007   | 2009   | 2012   | 2014   | 2017   | 2019   | 2022   | 2024   |